# Wiederkäuer

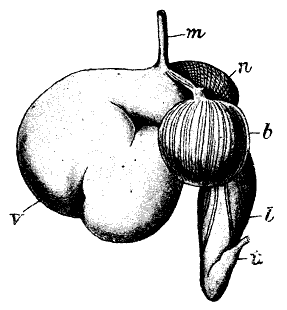
Magen eines Kalbs: m: Ende der Speiseröhre; v: Pansen; n: Netzmagen; b: Blättermagen; l: Labmagen; t: Beginn des Dünndarms

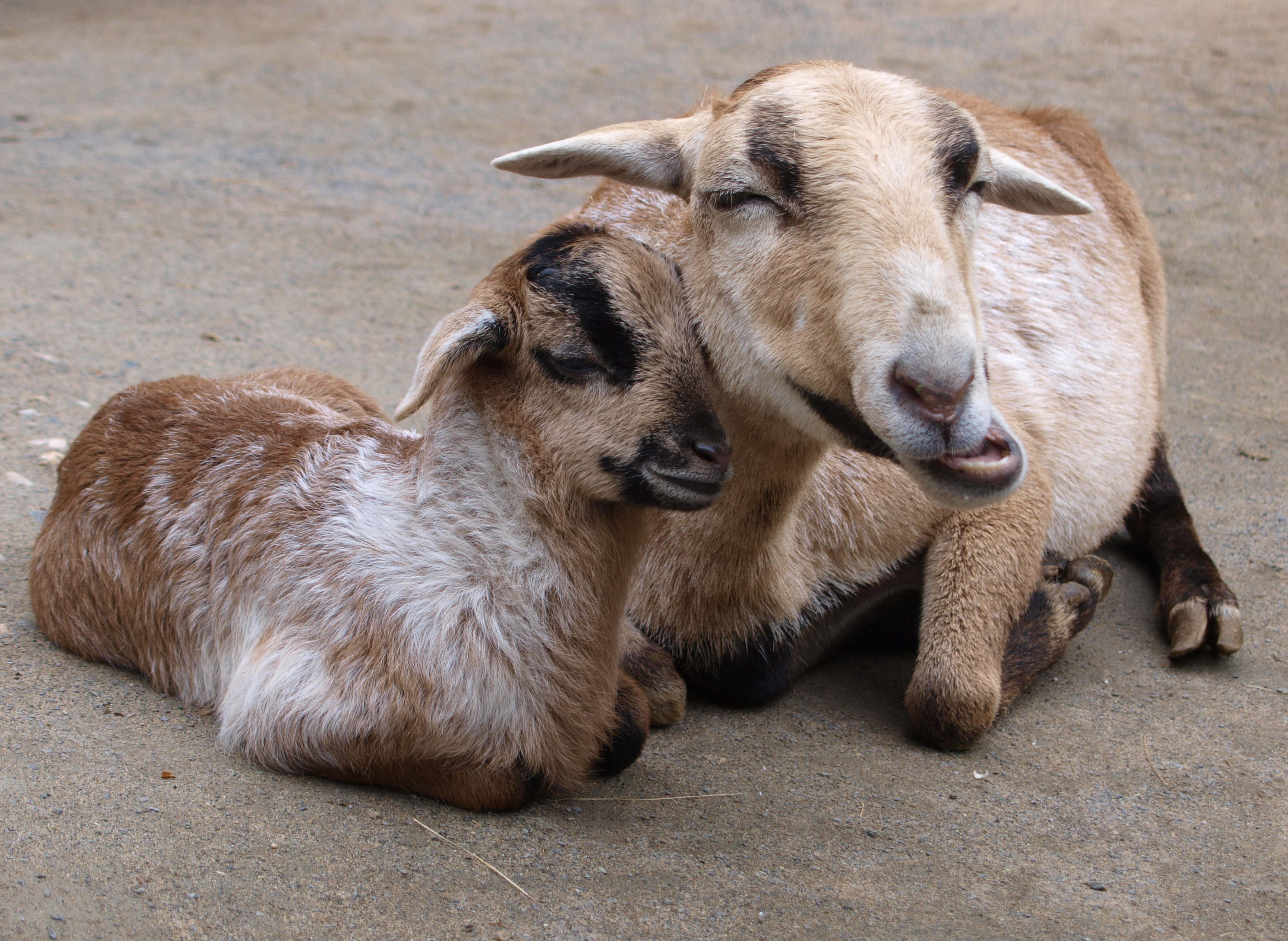
Wiederkäuendes Kamerunschaf

Wiederkäuer (Ruminantia) sind eine Unterordnung der Paarhufer (Artiodactyla). Sie sind Pflanzenfresser und besitzen einen mehrteiligen Wiederkäuermagen, der es ihnen durch mikrobielle Verdauung ermöglicht, auch solche Kohlenhydrate als Nahrung zu nutzen, die für andere Säugetiere mit nur einem Magen (Monogastrier) unverdaulich sind (beispielsweise Zellulose). Wiederkäuer werden in die beiden Gruppen Hirschferkel und Stirnwaffenträger unterteilt.
Außer den Wiederkäuern sind auch andere Pflanzenfresser wie Kängurus, Schlankaffen, Pferde und Hasenartige in der Lage, Zellulose mit Hilfe von Mikroorganismen zu verdauen, jedoch im Dickdarm, was für die Hasenartigen für die Verwertbarkeit von mikrobiellem Protein eine weitere Passage durch den Verdauungstrakt nötig macht (Caecotrophie).
Der Ausdruck ‚Wiederkäuer‘ (von wiederkäuen bzw. Wiederkäuen) kommt daher, dass der vorverdaute Nahrungsbrei in Ruhephasen des Tieres hochgewürgt und nochmals zerkaut wird, bevor die mechanisch weiter zerkleinerte Nahrung erneut verschluckt und der eigentlichen Verdauung zugeführt wird. Die Lehre vom Wiederkäuen wurde als Merykologie bezeichnet.
Die Fernsinne der Wiederkäuer sind wegen der notwendigen Feindvermeidung sehr ausgeprägt, d. h. sie sehen, riechen und hören sehr gut. Wiederkäuer können sowohl am Tag als auch in der Nacht aktiv sein. Da ihre Nahrung jedoch vorwiegend außerhalb von dichten Gehölzen, also in offeneren Landschaftsteilen wächst und sie dort am Tag aufgrund ihres guten Sehsinnes Vorteile bei der Feindvermeidung haben, sind sie tendenziell eher tags aktiv. Wo sie aber tagsüber häufiger gestört werden, verlagern sie ihre Aktivitäten vermehrt in die Nacht.

## Bau des Magens
Der Magentrakt von Wiederkäuern besteht meist aus vier Abschnitten: Der Labmagen (Abomasum) entspricht dem einhöhligen Magen der Monogastrier. Vorgeschaltet finden sich drei Vormägen, bei denen es sich um unterschiedlich differenzierte Abschnitte der Speiseröhre handelt: Pansen (Zottenmagen, Rumen), Netzmagen (Haube, Retikulum) und Blättermagen (Psalter, Buch, Buchmagen, Faltenmagen, Kalender, Löser oder Omasus). Der Pansen wiederum besitzt einen Vorhof, der auch als Schleudermagen bezeichnet wird. Dieser kann auch separat gezählt werden, wodurch sich die Zahl der Vormägen auf vier bzw. die der Mägen auf fünf erhöht. Gelegentlich werden auch Pansen und Netzmagen funktionell zum Reticulorumen zusammengefasst.
Beim Grasen wird die Pflanzennahrung lediglich grob zerkaut und verschluckt. Sie gelangt dann über den Schleudermagen in den Pansen. Im Pansen, aber auch in den anderen Vormägen, leben zahlreiche Mikroorganismen wie Bakterien, Protozoen und Hefen, mit denen der Nahrungsbrei gut vermischt wird. Die Mikroorganismen sind in der Lage, die meisten Kohlenhydrate zu Stoffen abzubauen, die von der Pansenwand resorbiert werden können. Bei diesem Fermentation genannten Vorgang werden auch Kohlenhydrate aufgeschlossen, die für andere Tierarten unverdaulich sind (beispielsweise Zellulose), sodass sie der Wiederkäuer aufnehmen und energetisch verwerten kann. Die bei der Fermentation freiwerdenden Gase (vor allem Kohlendioxid und Methan) sammeln sich im dorsalen Pansensack, bis sie durch Rülpsen, den Ruktus, an die Umwelt abgegeben werden. Die Aminosäurebiosynthese der Mikroorganismen wird durch Harnstoff, der vom Speichel oder vom Pansen ausgeschieden oder auch zugefüttert wird, angeregt, sodass Wiederkäuer gänzlich ohne zugeführte Aminosäuren auskommen können.
Der Nahrungsbrei wird nun zur weiteren Zerkleinerung und Durchmischung zwischen Pansen und Netzmagen hin- und herbewegt, bevor er durch Kontraktionen des Netzmagens und des Schleudermagens sowie durch rückwärts laufende peristaltische Wellen der übrigen Speiseröhre in kleinen Portionen wieder in die Mundhöhle befördert wird. Die Nahrung wird hier durch ein weiteres Zerkauen, das Wiederkäuen (lateinisch Ruminatio; älter auch Wiederkauen), noch feiner zerkleinert, bevor sie erneut verschluckt wird.
Der Netzmagen übt eine „Sortierfunktion“ aus, die große und grob zerkleinerte Nahrungsbestandteile zurückhält und kleine Partikel in den Blättermagen weiter transportiert. Dort wird der Nahrungsbrei durch Kontraktion zwischen den Blättern ausgepresst und das Wasser resorbiert, was den Nahrungsbrei eindickt und dafür sorgt, dass die Verdauungssekrete im nachfolgenden Labmagen weniger verdünnt werden. Schließlich wird der Nahrungsbrei in den Labmagen transportiert, wo – wie auch bei den Monogastriern – der pH-Wert durch Sekretion von Salzsäure gesenkt wird und vor allem Proteine und Fette durch körpereigene Enzyme verdaut werden. Dort werden auch Proteine aus den im Nahrungsbrei befindlichen Mikroorganismen freigesetzt, die im sich anschließenden Dünndarm resorbiert werden.
Durch die lange Aufenthaltszeit der Nahrung im Wiederkäuermagen, die dort ständig vermischt und schließlich auch eingedickt wird, bilden sich häufig Bezoarsteine. Bei diesen „Magensteinen“ handelt es sich um verschluckte Haare und Pflanzenfasern, die sich zusammenballen und verkleben und schließlich immer härter werden.
Die Neugeborenen der Wiederkäuer haben noch keinen funktionalen Wiederkäuermagen. Der Pansen nimmt nur rund 25 % des gesamten Magens ein, der weitaus größere Teil umfasst den  Labmagen. Das Verdauungssystem funktioniert ähnlich wie bei Säugetieren mit ungekammertem Magen (Monogastrier). In dieser Phase sind die Neugeborenen stark von der Muttermilch abhängig. Die Ansiedlung der Mikroorganismen im Pansen beginnt schon kurz nach der Geburt. Der Prozess des Wiederkäuens wird durch die Umstellung der Nahrung gesteuert und beginnt mit der ersten Aufnahme fester Nahrung. Ein stärkeres Wachstum des Pansens beginnt erst danach. Bei Rindern kann dies etwa mit der zweiten oder dritten Lebenswoche einsetzen und hält bis zum sechsten Monat an. Hierbei nimmt der Pansen stark an Volumen zu, wobei es auch zu einer Vergrößerung der Transportkapazität der Nährstoffe kommt. Ebenso ergeben sich Änderungen im Stoffwechsel wie auch Funktionsverschiebungen einzelner Organe, etwa der Leber.

## Systematik
Man kann die Wiederkäuer in zwei Gruppen einteilen:
- Die Hirschferkel (Tragulidae) sind die urtümlichste Gruppe. Bei ihnen fehlt der Blättermagen.
- Die Stirnwaffenträger (Pecora) haben stets den oben beschriebenen vierkammerigen Magen. Namensgebendes Merkmal sind die bei diesen Tieren meist vorhandenen Stirnwaffen. Sie lassen sich in fünf Familien aufteilen:
  - Giraffenartige (Giraffidae)
  - Moschustiere (Moschidae)
  - Gabelhornträger (Antilocapridae)
  - Hirsche (Cervidae)
  - Hornträger (Bovidae)

Zu den Hornträgern (Bovidae) gehören unter anderem
- Rinder, Schafe, Ziegen, Antilopen

## Stammesgeschichte
Die frühesten Wiederkäuer traten im Verlauf des Eozän auf. Diese frühen Formen werden zumeist in den Verwandtschaftskreis der Hirschferkel gestellt und daher häufig in der übergeordneten Gruppe der Tragulina zusammengefasst. In Eurasien waren vor allem die Archaeomerycidae mit der Typusform Archaeomeryx verbreitet. Als nordamerikanische Vertreter sind die Leptomerycidae zu nennen, deren namensgebende Gattung Leptomeryx zu den häufigsten Formen der eozänen und oligozänen Fossilgemeinschaft der Badlands in den USA zählt. Als weitere Gruppe können die ebenfalls in Nordamerika vorkommenden Hypertragulidae genannt werden. Es handelt sich in allen Fällen um sehr kleine Angehörige der Wiederkäuer. Bei letzterer Fossilgruppe war der oberen Eckzahn wie bei den Hirschferkeln stark vergrößert, bei den ersten beiden genannten hingegen eher klein.

## Tiere mit ähnlichem Verdauungssystem
Unabhängig von den Wiederkäuern haben einige andere Tiergruppen ebenfalls einen gekammerten Magen entwickelt, mit dem sie die Nahrung auf fast dieselbe Weise verdauen. Dazu zählen Kamele, Flusspferde,  Nabelschweine, Faultiere, Schlank- und Stummelaffen und die Kängurus. Der Hoatzin (Schopfhuhn) verdaut ähnlich wie Wiederkäuer, jedoch sind hier das untere Ende der Speiseröhre und der Kropf zu Vormägen umgebildet.
Die Wale sind mit den Flusspferden verwandt und haben von ihren landlebenden Vorfahren den gekammerten Magen geerbt. Ihr Magen funktioniert jedoch nicht als Wiederkäuermagen, da sie sich von tierischer Nahrung ernähren. Grauwale, Grönlandwale und Zwergwale nutzen Bakterien, um das Chitinskelett des Krills zu verdauen.